# 2162 Anhui
2162 Anhui је астероид главног астероидног појаса чија средња удаљеност од Сунца износи 2,227 астрономских јединица (АЈ).
Апсолутна магнитуда астероида је 13,0.